# La donna nel mondo
La donna nel mondo è un film del 1963 diretto da Gualtiero Jacopetti, Paolo Cavara e Franco Prosperi.

## Trama
Un reportage che analizza la condizione femminile. Gli autori si interrogano sul ruolo della donna, sulla sfera sessuale e sulle problematiche che le affliggono (prostituzione, disparità di genere ecc.)

## Produzione
Secondo film realizzato dal trio Jacopetti-Cavara-Prosperi, La donna nel mondo ricalca lo stile inaugurato da Mondo cane. Come nel lungometraggio precedente, la voce narrante è affidata a Stefano Sibaldi, mentre il testo fu redatto solo da Jacopetti, curatore, peraltro, del montaggio.
La versione inglese vede la partecipazione di Peter Ustinov come voice-over.
La pellicola è dedicata a Belinda Lee, compagna di Jacopetti, morta prematuramente durante le riprese a causa di un incidente stradale.

## Colonna sonora
La colonna sonora è stata curata da Nino Oliviero e da Ritz Ortolani, il brano Una donna nel mondo (Pazzaglia-Oliviero) è stato cantato da Nico Fidenco (RCA Italiana PM45 3167).

## Distribuzione
Uscito in Italia il 30 gennaio del 1963, fu esportato, successivamente, all'estero, dove ottenne un discreto successo. É conosciuto col titolo internazionale Women of the World.
È stato proposto in formato home video, oltre ad essere presente su piattaforme streaming.

## Accoglienza
Paolo Mereghetti giudica La donna nel mondo come un'opera «cinica, sgradevole e nichilista», assegnando solamente una stella su cinque. Dello stesso avviso, la rivista FilmTV: «Come negli altri film congeneri dello stesso autore, la volontà di colpire sotto la cintura vanifica anche le poche buone intenzioni».